# Ophiorrhiza involucrata
Ophiorrhiza involucrata är en måreväxtart som beskrevs av Adolph Daniel Edward Elmer. Ophiorrhiza involucrata ingår i släktet Ophiorrhiza och familjen måreväxter.
Artens utbredningsområde är Filippinerna. Inga underarter finns listade i Catalogue of Life.